# Ilham Mehdiyev
Ilham Ismayil oglu Mehdiyev (en azerí: İlham İsmayıl oğlu Mehdiyev; Balakán, 2 de agosto de 1965) es Jefe Adjunto del Servicio de Fronteras Estatales de la República de Azerbaiyán, teniente general, comandante del Servicio de Fronteras Estatales de Azerbaiyán en la Guerra del Alto Karabaj, Héroe de la Guerra Patria.

## Biografía

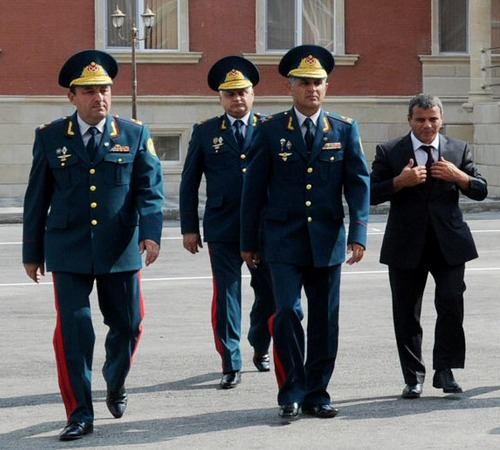
Ilham Mehdiyev (segundo desde la derecha) participó en la inauguración de la guarnición y el complejo residencial de la nueva unidad militar del Servicio de Fronteras Estatales en Yevlakh en 2012

Ilham Mehdiyev nació el 2 de agosto de 1965 en Balakán. Estudió en la Escuela Militar de Odesa.
Ilham Mehdiyev comenzó su servicio militar en las filas de las Fuerzas Armadas de Azerbaiyán en 1993. En 2006 recibió el rango militar mayor general y fue designado Jefe Adjunto del Servicio de Fronteras Estatales de la República de Azerbaiyán y Jefe de la Guardia Costera del Servicio Estatal de Fronteras de la República de Azerbaiyán. En 2016 se le concedió el rango militar teniente general.
En 2020 participó en la Guerra del Alto Karabaj. En la campaña militar del valle del Aras comandó las fuerzas del Servicio de Fronteras Estatales. Desempeñó un papel especial en la liberación de Jabrayil, Zangilán y Puentes de Khodaafarin.

## Premios y títulos
- Medalla al Mérito Militar (Azerbaiyán) (2002)[2]
- Medalla de distinción en el Servicio Militar (Azerbaiyán) (3.º grado)
- Medalla de distinción en el Servicio Militar (Azerbaiyán) (2.º grado)
- Medalla de distinción en el Servicio Militar (Azerbaiyán) (1.º grado)
- Orden “Por la Patria (2007)
- Orden "Por el servicio a la patria" (2008)[3]
- Orden de la Bandera de Azerbaiyán (2012)[4]
- Orden “Rashadat” (2019)[5]
- Medalla de Héroe de la Guerra Patria (2020)[6]
- Medalla Por la liberación de Jabrayil (2020)[7]
- Medalla Por la liberación de Zangilán (2020)[8]